# Пусткі (Мазовецьке воєводство)
Пусткі (пол. Pustki) — село в Польщі, у гміні Седльці Седлецького повіту Мазовецького воєводства.
Населення — 128 осіб (2011).
У 1975-1998 роках село належало до Седлецького воєводства.

## Демографія
Демографічна структура станом на 31 березня 2011 року:
|          | Загалом | Допрацездатний вік | Працездатний вік | Постпрацездатний вік |
| -------- | ------- | ------------------ | ---------------- | -------------------- |
| Чоловіки | 53      | 9                  | 39               | 5                    |
| Жінки    | 75      | 22                 | 42               | 11                   |
| Разом    | 128     | 31                 | 81               | 16                   |